# Poncho
Pour le groupe de rock argentin, voir Poncho (groupe).
Pour l’article ayant un titre homophone, voir Ponchaud.

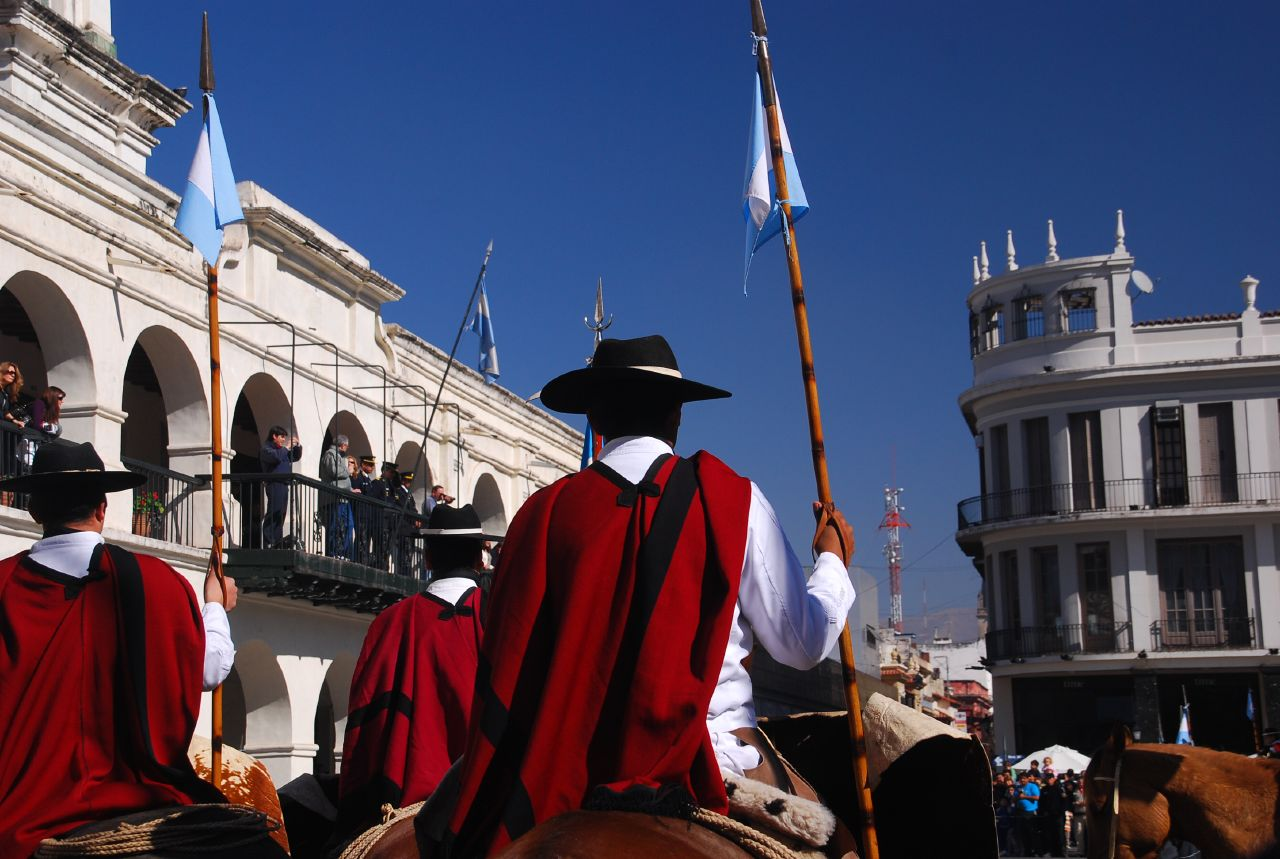
Poncho.

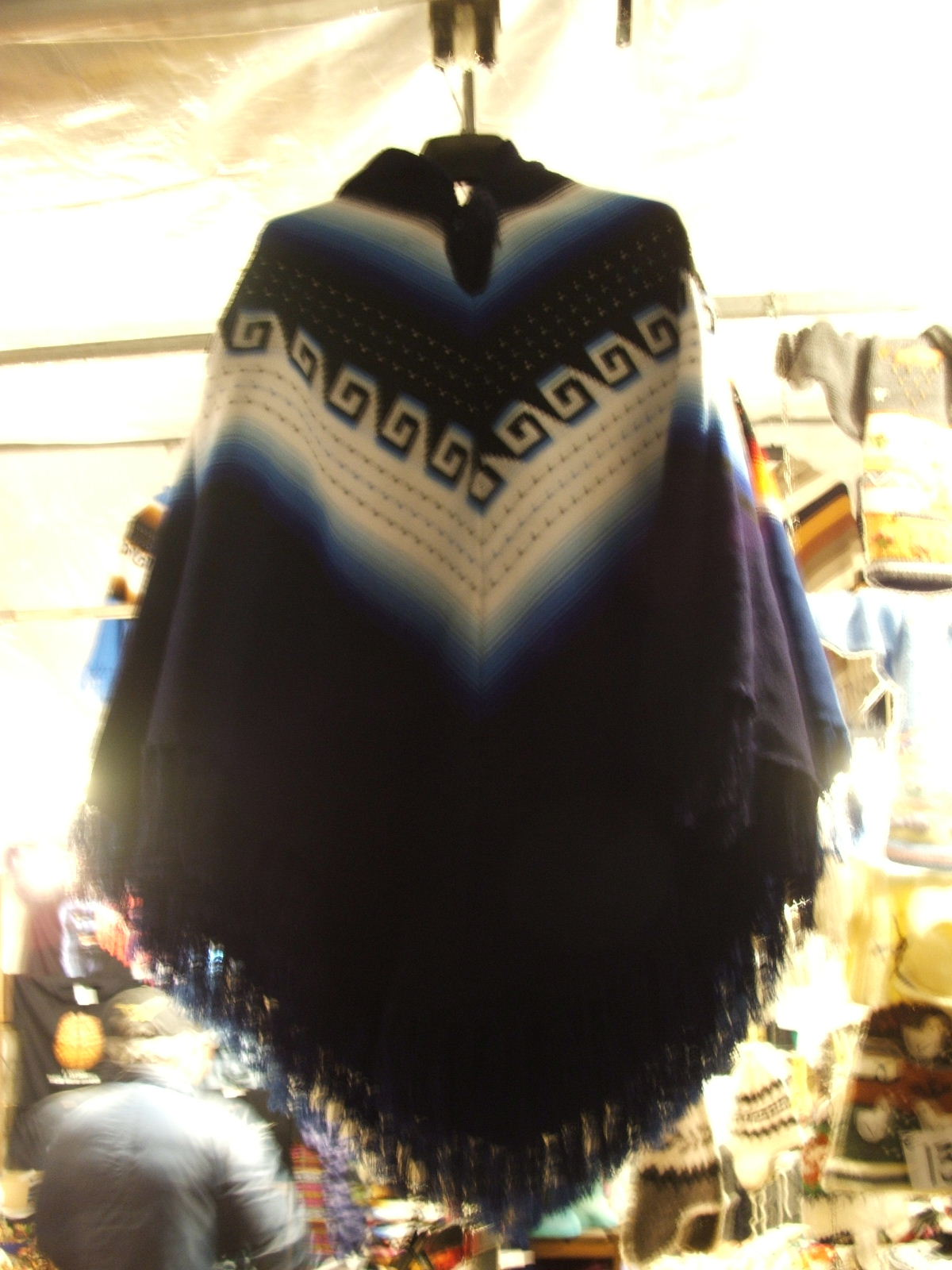
Poncho en laine, sur un marché aux puces de Gènes.

Le poncho est un vêtement originaire d'Amérique du Nord (Mexique) et du Sud. Ample et de forme simple, il est apprécié par les amateurs de sports de plein-air tout comme par divers peuples montagnards pour la protection qu'il offre contre les intempéries.

## Étymologie
L'origine étymologique du mot « poncho » est controversée. Selon certains auteurs, comme Diego Abad de Santillán dans son Diccionario de argentinismos (1976), « poncho » est une hispanisation du terme quechua « punchu », de même sens, qui serait lui-même dérivé, selon le linguiste Samuel Alejandro Lafone Quevedo, du terme quechua « punchaw » signifiant le jour, du fait de l'association symbolique entre le lever du soleil et l'apparition de la tête quand on l'enfile dans l'orifice central du poncho.
Cependant, selon d'autres, il provient du mot mapudungun « pontro » qui signifie couverture,, même si dans cette langue le poncho s'appelle « makuñ »[Interprétation personnelle ?],.
Par ailleurs, le philologue mexicain Marcos A. Morínigo en 1955, repris par le philologue espagnol Joan Coromines dans son Diccionario crítico etimológico castellano e hispánico en 1989, ont nié l'origine indigène du mot et émis l'hypothèse qu'il serait d'origine castillane en le justifiant par le fait que, selon Morínigo, le mot poncho a été utilisé avant la conquête de l'Empire inca, dans la chronique d'Alonso de Santa Cruz de 1530.

## Origine
L'usage du poncho est avéré dans la Cordillère des Andes, longtemps avant la colonisation espagnole de l'Amérique et même avant notre ère. Cependant, des auteurs espagnols[Qui ?] ont mis en question son origine indigène et ont émis l'hypothèse qu'il dérive d'un vêtement espagnol en usage avant la conquête[réf. nécessaire].

## Types
Sa forme de base est simplement un grand rectangle (à titre indicatif : 2 × 1,50 m) percé d'un orifice central pour passer la tête, et souvent muni d'une capuche. S'il est en toile enduite, c'est un des vêtements les plus efficaces pour se protéger de la pluie[réf. souhaitée]. Il offre également une protection efficace contre le vent, et peut être doublé d'une couche isolante qui en fait un vêtement de protection universel. 
Les ponchos sont des articles très répandus, disponibles dans un large éventail de modèles dans les magasins de sport, les surplus militaires, etc.

## Utilisation
Un poncho peut protéger un marcheur et son sac à dos, mais est également très utile comme abri de fortune pour la nuit. En effet, il est facilement convertible en toile de tente, et de nombreuses personnes l'utilisent comme tel afin de ne pas se charger inutilement avec du matériel faisant double-emploi. Le poncho fait également office de vêtement de survie de manière très efficace : assis sur un isolant (sac à dos, tapis, isolant naturel, etc.) avec le poncho qui touche le sol, une bougie allumée à l'intérieur chauffe rapidement et efficacement cet abri de fortune et permet de survivre à des nuits par des températures largement négatives sans équipement particulier[réf. nécessaire].

## Dans la culture populaire
Clint Eastwood porte un poncho dans plusieurs westerns, notamment dans la Trilogie du dollar.